# Brufa
Brufa è una frazione del comune di Torgiano (PG).
Geograficamente situata al limite nord del territorio di Torgiano, si trova sulla sommità di una collina (291 m s.l.m.) che funge da spartiacque tra i territori di Perugia ed Assisi e Foligno, dominando così la Media Valle del Tevere e la Valle Umbra. Il borgo e le sue pertinenze sono occupate da 623 abitanti (dati Istat, 2001).

## Storia

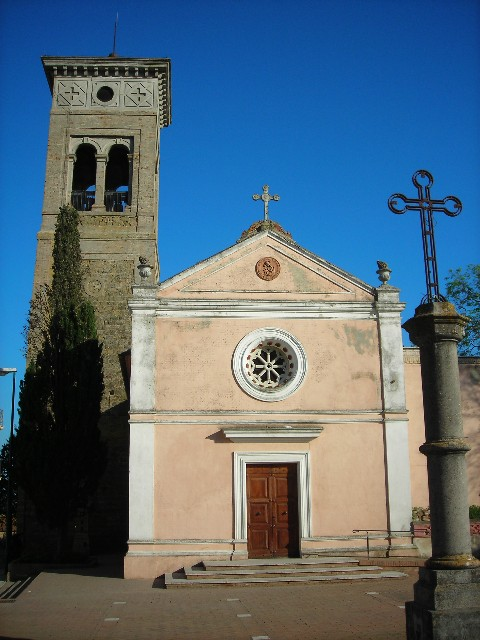
Chiesa di S. Ermete.

L'antico nome di Brufa era Castel Grifone e venne abitata all'inizio dagli umbri, poi dagli etruschi e dai romani. 
Nel 1387, il condottiero Giovanni Acuto, alla guida delle truppe papali di Urbano V, sconfigge le truppe di Perugia, che così perde il dominio dell'Umbria. Nel 1415, uno degli illustri prigionieri nelle segrete del castello di Brufa fu Giovanni da Capestrano, che ivi ricevette la visione di san Francesco.
Nella seconda metà del XVII secolo, Giovanni Andrea Angelini Bontempi (musicista, architetto, pittore, letterato, incisore di pietre preziose e fabbricante di orologi), uomo di cultura ed ingegno, acquistò fabbricati e terreni in zona. Morì nel 1705 e fu sepolto nella chiesa dei Santi Cosma e Damiano, edificata nel castello. Alla distruzione della chiesina, le spoglie sono state trasferite nella chiesa parrocchiale di Sant'Ermete. Il nome deriva da un antico incendio che bruciò l'antico castello.

## Economia e manifestazioni
L'economia del luogo è incentrata soprattutto sull'agriturismo e sulla produzione vitivinicola, con estesi vitigni di uve doc (Torgiano) lungo i fianchi della collina.
Nell'ultima decade di agosto vi si tiene un'apprezzata festa popolare (Brufa in Festa) e soprattutto, ogni anno a partire dal 1987 si svolge la manifestazione di scultura contemporanea intitolata Scultori a Brufa. La strada del vino e dell'arte. Ogni scultore partecipante ha lasciato una sua opera permanente sul territorio della frazione così da determinare la nascita di un vero e proprio parco di scultura all'aperto.

## Monumenti e luoghi d'interesse
- Castello di Brufa, ora non più esistente nella sua interezza ma ben visibile nella struttura della parte centrale del borgo
- Chiesa di S. Ermete

### Scultori a Brufa - La Strada del Vino e dell'Arte

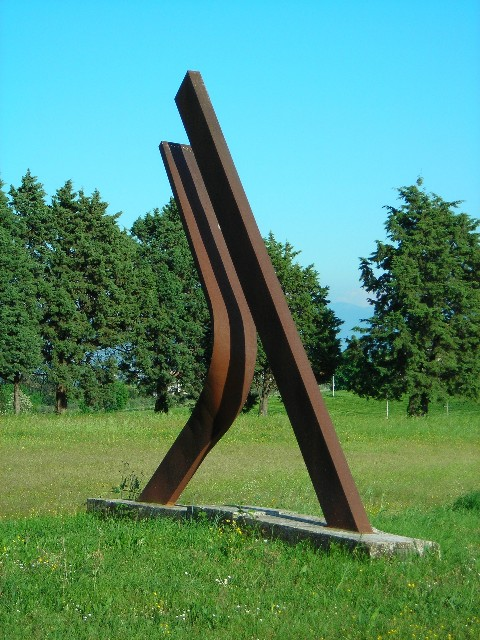
Thaun di Agapito Miniucchi, 1990

Questo è il nome dato, a partire dal 1987, alla mostra permanente all'aperto di sculture moderne di apprezzati artisti; le opere sono collocate permanentemente, in maniera tale da arricchire l'ambiente agricolo e urbano, lungo la strada collinare che congiunge Ponte San Giovanni a Torgiano. Le mostre sinora sponsorizzate sono state dedicate ai seguenti artisti:
- 1987: Massimo Pierucci (Roma, 1936)
- 1988: Marcello Sforna (Torgiano, 1932-2009)
- 1989: Mario Pizzoni (Foligno, 1935)
- 1990: Agapito Miniucchi (Rocca Sinibalda, Rieti, 1923), Thaun
- 1991: Giuliano Giuman (Perugia, 1944)
- 1992: Aurelio De Felice (Torreorsina, Terni, 1915 - Torreorsina, Terni, 1996)
- 1993: Bruno Liberatore (Penne, Pescara, 1947)
- 1994: Nino Caruso
- 1995: Loreno Sguanci (Firenze, 1931)
- 1996: Umberto Mastroianni (Fontana Liri, 1910)
- 1997: Mirta Carroli (Brisighella, 1949)
- 1998: Carlo Lorenzetti (Roma, 1934)
- 1999: Joaquin Roca-Rey (Perù)
- 2000: Nicola Carrino (Taranto, 1932)
- 2001: Giuliano Giuliani (Ascoli Piceno, 1954)
- 2002: Gino Marotta (Campobasso, 1935)
- 2003: Eliseo Mattiacci (Cagli, 1940)
- 2004: Mauro Staccioli (Volterra, 1937), Brufa 04
- 2005: Valeriano Trubbiani (Macerata, 1937)
- 2006: Pietro Cascella (Pescara, 1921-2008)
- 2007: Teodosio Magnoni, Ara
- 2008: Federico Brook, Le nuvole di Brufa
- 2009: Umberto Corsucci (Sassoferrato, 1951), Vitalità
- 2010: Ettore Consolazione (Roma), Contro tutti i terrorismi
- 2011: Beverly Pepper, Brufa broken circle
- 2012: Federica Marangoni (Venezia), Un volo impossibile
- 2013: Marco Mariucci (Perugia) " L'uomo di Brufa".
- 2014: Tito Amodei (Roma) "Vibrazioni".
- 2015: Paolo Pasticci (Perugia) " Macina umana".
- 2016: Hidetoshi Nagasawa (Japan) " Due mondi".

## Sport
- Campo di calcio